# Vajda Sándor (labdarúgó, 1991)
Vajda Sándor (ukránul: Шандор Олександрович Вайда [Sandor Olekszandrovics Vajda]; Mátészalka, Magyarország, 1991. december 14. –) kárpátaljai magyar labdarúgó, a Mezőkövesd Zsóry középpályása.

## Pályafutása
Vajda Sándor 1991. december 14-én született Mátészalkán. Pályafutását a Vinogradovszkij (Nagyszőlősi) Ifjúsági Főiskolán kezdte, első edzője Ivan Ivanovicc Bilak volt. 2008-ban írt alá a Zakarpattya csapatához. 2008. szeptember 7-én debütált az ukrán másodosztályban. Csereként lépett pályára a 78. percben Andrij Kovalcsuk helyén. Első szezonjában 17 bajnokin lépett pályára. Csapata feljutott az élvonalba, ahol a következő szezonban ötször kapott játéklehetőséget.
2009-ben a Sztal Dnyiprodzerzsinszkban játszott kölcsönben. 2009. szeptember 13-án mutatkozott be a csapatban. 2010. május 16-án első gólját is megszerezte. A szezonban 14 bajnokin játszott. Ezt követően visszatért a Zakarpattyához, ahol leginkább a tartalékcsapatban kapott lehetőséget. 2012-ben a Dnyipróhoz szerződött. 2015 februárjában szerződött az akkor másodosztályú Balmazújvároshoz, amellyel feljutott az első osztályba, majd a 2017-18-as szezonban bemutatkozhatott a magyar élvonalban.

#### Mezőkövesd
2018 nyarán a Mezőkövesd Zsóry csapatához írt alá két évre szóló szerződést, miután a Balmazújváros kiesett az élvonalból. Vajda a 2017–18-as szezonban 32 mérkőzésen négyszer volt eredményes. 2022. október 24-én az Újpest ellen játszotta a 100. bajnoki mérkőzését a Mezőkövesd csapatában.

## Sikerei, díjai

### Klubcsapattal
Mezőkövesdi SE
- Magyar Kupa ezüstérmes: 2020